# Sten

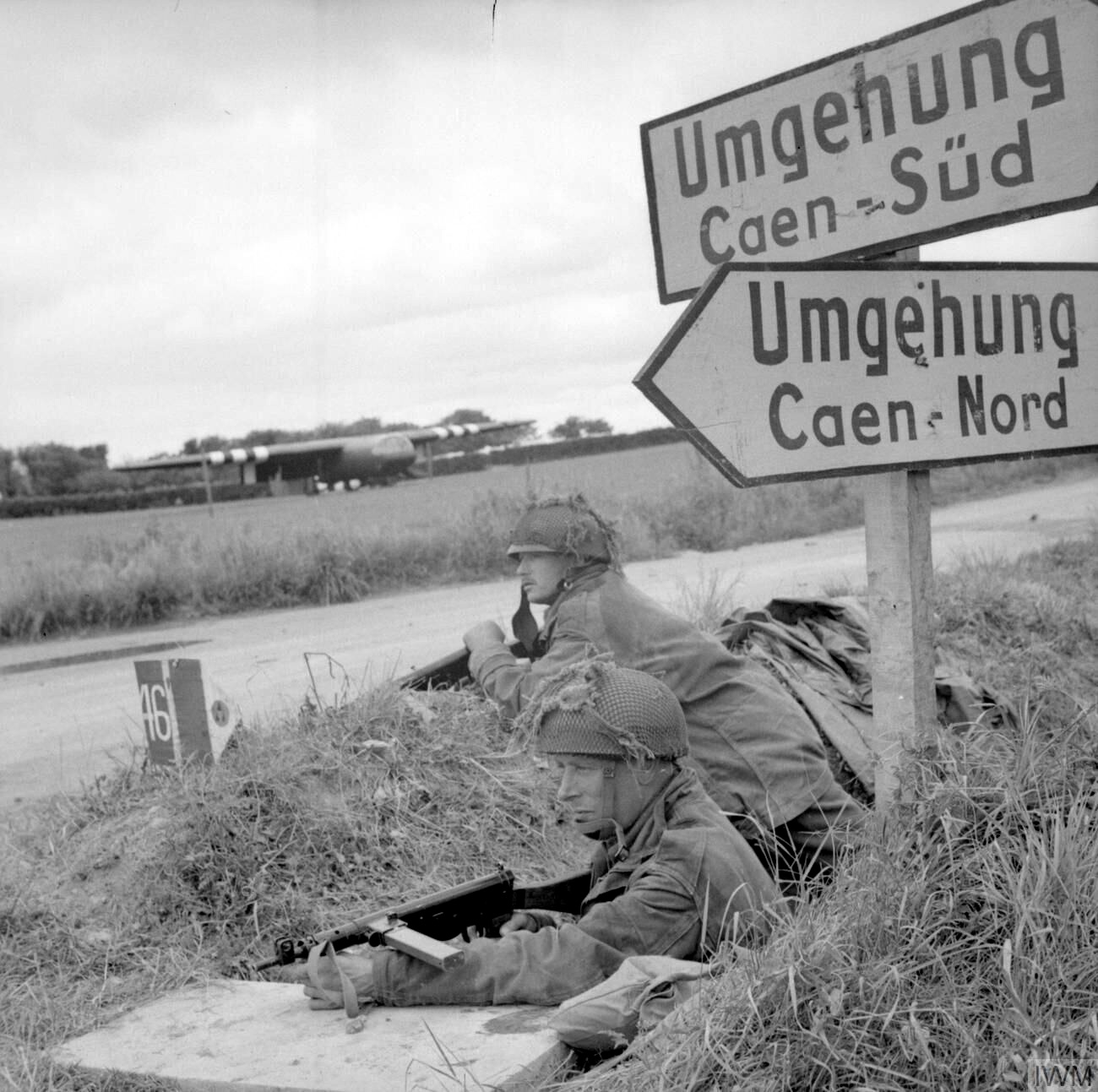
Páraquedistas britânicos armados com Sten Mk.V em 7 de junho de 1944

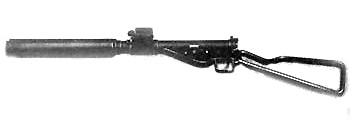
Sten Mk.IIS (com silenciador integral)

A Sten Gun, ou simplesmente Sten, foi uma submetralhadora (português brasileiro) ou pistola-metralhadora (português europeu) desenvolvida para o Exército Britânico como arma de emergência, no início da Segunda Guerra Mundial. A Sten, classificada oficialmente como machine carbine (carabina metralhadora), foi projetada como uma arma barata e fácil de fabricar para poder ser produzida em larga escala.
 Destinava-se a complementar as Submetralhadoras Thompson, consideradas de melhor qualidade, mas também de muito mais difícil aquisição nos números necessários. 
O nome da arma resultou da conjugação das iniciais dos sobrenomes dos inventores (Reginald V. Shepherd e Harold J. Turpin) com as duas primeiras letras do local de fabricação (Enfield).
Fabricada em diversos Marks (modelos), a Mark II (Mk.II) foi a mais usada pelas forças britânicas e aliadas. As submetralhadoras tinham canos desatarracháveis para limpeza ou armazenagem e o alojamento do carregador girava para formar uma sobrecapa na abertura de ejeção. 
A arma não possuía ajuste de mira ou seletor de tiro. Sua coronha era feita de uma única peça de arame dobrado. Em geral todos os modelos fabricados desta arma apresentavam casos de enguiços frequentes causados pelo seu carregador bifilar de saída única e pela munição de baixa qualidade utilizada pelos britânicos. Por ser uma arma extremamente barata, era fartamente distribuída para uma grande quantidade de exércitos e forças de resistência que se levantassem contra o Eixo.
Apesar de seus defeitos a Sten Gun foi uma das armas mais formidáveis utilizadas durante a Segunda Guerra Mundial, de grande influência no resultado do conflito. No pós guerra continuou em uso pelo exército britânico até ser substituída pela Submetralhadora Sterling.
Hoje, sabe-se que pelo menos 6 milhões de Sten foram produzidas durante a Segunda Guerra Mundial.

## Variantes oficiais
Mark I: primeiro modelo desenvolvido, com acabamento de alta qualidade. Tinha um punho dianteiro de madeira (ou, ocasionamente, de aço) e uma coronha tubular. A manga estendia-se até à boca do cano, a qual levava um tapa-chamas cónico. As Sten Mk.I capturadas, utilizadas pelos alemães foram, por estes, designadas MP748(e);
Mark I*: variante simplificada da Sten Mk.I através da eliminação do tapa chamas e do punho frontal;
Mark II: a versão da Sten mais produzida e utilizada, com um acabamento muito mais rude que a Mk.I. Incorporava um cano destacável, projectando-se 75 mm para lá da manga, e o encaixe do carregador pivoteável de modo a tapar a janela de ejecção. Algumas Mk.II dispunham de uma coronha de madeira. As Sten Mk.II, ao serviço dos alemães, foram classificadas como MP749(e);
Mark II (Canadiana): variante da Sten Mk.II fabricada no Canadá, com acabamento de qualidade superior;
Mark IIS: variante da Mk.II com silenciador integral. Designada como MP751(e) ao serviço alemão;
Mark III: desenvolvimento da Sten Mk.II, fabricada tanto no Reino Unido como no Canadá. As maiores diferenças em relação à Mk.II consistiam na unificação da caixa da culatra, janela de ejecção e manga do cano (a qual era mais alongada, cobrindo uma parte maior do cano). Além disso, o cabo era fixo. As Sten Mk.III capturadas forma designadas pelos alemães como MP750(e);
Mark IV: protótipo, nunca adoptado para serviço. Consistia numa Sten de dimensões pouco superiores a uma pistola, com um tapa chamas cónico, um punho de pistola, uma coronha muito leve e um cano muito mais curto;
Mark V: versão que incorporava punho dianteiro, punho traseiro e coronha em madeira e um suporte para baioneta. As bandoleiras das Mk.V atribuídas às tropas páraquedistas podiam levar 7 carregadores;
Mark VIS (ou Mark 6S): versão com silenciador integral especial originando uma redução da velocidade de saída dos projecteis para 305 m/s. Basicamente resultou da aplicação do silenciador da Mk.IIS à Mk.V.

## Cópias ou derivadas estrangeiras
Gerät Potsdam: cópia alemã da Sten Mk.II fabricada pela Mauser em 1944 para uso em operações clandestinas e de sabotagem;
Gerät Neuminster: cópia exacta da Sten, inclusive com marcas de prova iguais às britânicas, desenvolvida pela Mauser. Desconhece-se a razão deste projecto secreto alemão;
MP3008: pistola-metralhadora desenvolvida, como medida de emergência, pela Mauser em 1945, a partir da Sten, Destinou-se a equipar as Forças Populares de Defesa Territorial (Volkssturm), recebendo o apelido de Volksmachinenpistole (pistola-metralhadora do povo). A principal diferença, em relação à Sten, era a posição vertical do carregador;
Austen Mk.I: derivação da Sten fabricada na Austrália. Austen significa Australian Sten (Sten australiana);
Sten (Norueguesa): cópia da Sten fabricada na Noruega;
Sten (Polaca): cópia da Sten fabricada na Polónia;
Sten (Dinamarquesa): cópia da Sten fabricada na Dinamarca.

## Operadores
- Albânia: Usada pelo Exército de Libertação Nacional Albanês durante a Segunda Guerra Mundial. As armas foram fornecidas pelo SOE britânico.[13]
- Argentina: Modelo C.4..[14]
- Austrália: Produzida localmente durante a Segunda Guerra Mundial.[15]
- Bangladesh: Amplamente utilizada durante a Guerra de Independência de Bangladesh.[7]
- Botswana[16]
- Bélgica[17]
- Hong Kong britânico
- Canadá: Produzida localmente durante a Segunda Guerra Mundial.[15]
- República Centro-Africana: A polícia da República Centro-Africana tinha 10 Stens em 1963[18]
- Ceilão[17]
- República do Congo (Léopoldville)[19]
  -  Estado do Catanga[20]
- Cuba:[21] Fidel Castro elogiou a submetralhadora Sten canadense em sua entrevista de 1958 com Erik Durschmied[22]
- Chipre[23]
- República Popular da China: A maioria das Stens usadas pelas forças comunistas foram convertidas para calibre 7,62x25.[24][14]
- República da China[14]
- Tchecoslováquia: Usada pelas tropas tchecoslovacas na Operação Anthropoid, o assassinato de Reinhard Heydrich. A arma emperrou e não disparou.[25]
- Dinamarca: Usada pelos movimentos de resistência dinamarqueses como BOPA e Holger Danske. Produzida localmente.[26]
- Egito[16][27]
- Finlândia: 76 115 MK 2s e 3s compradas em 1957–1958; usadas até serem substituídas por fuzis de assalto.[28]
- França: Usada durante a Segunda Guerra Mundial pelas forças da França Livre,[29] a Resistência Francesa e algumas capturadas da Resistência foram usadas pela Milícia Francesa pró-alemã.[30] Ainda usada após a Segunda Guerra Mundial.[31]
- Grécia[32]
- Granada[carece de fontes?]
- Índia[14]
- Indonésia Usada pelas forças republicanas[14][33]
- Israel: Usada na Guerra da Palestina de 1947-1949[34] e na Crise de Suez.[35]
- Itália[36] As submetralhadoras Sten foram fornecidas ao movimento de resistência italiano pela SOE, junto com a submetralhadora United Defense M42 fornecida pela OSS durante a Campanha Italiana. Essas armas, junto com a Berretta M38A, foram usadas pelos partisans italianos até o fim da Segunda Guerra Mundial.
- Império do Japão[17]
- Jordânia: Legião Árabe[37]
- Quênia:[36] Usada pela polícia paramilitar regular GSU, paraquedistas do exército; substituída por G3A3/4, M4 e HK416.
- Laos Reino do Laos:[16] Usada pelo Exército Real do Laos e pelos Grupos Guerrilheiros Especiais irregulares patrocinados pela CIA durante a Guerra Civil do Laos.
- Líbia[38]
- Luxemburgo[17]
- Malásia:[16] Usada pela Polícia Real da Malásia, Exército da Malásia, Marinha Real da Malásia e Departamento Prisional da Malásia entre as décadas de 1950 e 1970.
- Malta[17]
- Myanmar: Retirada.[39]
- Nepal:[16] Ainda em serviço em 2006.[40]
- Países Baixos[41]
- Alemanha Nazista: Utilizou algumas Stens capturadas durante a Segunda Guerra Mundial, sob as designações MP 748 (e) para a Mark I e MP 751 (e) para a Mark V.[42] No final de 1944, eles produziram uma cópia quase idêntica para defesa interna: a MP 3008.[42]
- Nova Zelândia[43]
- Nigéria[2]
- Coreia do Norte: Cópias da Mk II canadense e da M38 chinesa.[44]
- Noruega: Usada pela resistência norueguesa de 1940 a 1945. As armas chegaram aos grupos de resistência por via aérea (quedas de suprimentos).[32] Usada pelo Exército depois da guerra.[45]
- Paquistão[46][14]
- Filipinas: Usada pelas Unidades de Guerrilha Reconhecidas durante a Segunda Guerra Mundial.[47]
- Polónia: Usada pelas Forças Armadas Polonesas no Ocidente[29] e principal exército de resistência na Polônia ocupada, o Armia Krajowa (Exército Nacional). A maioria das Stens da resistência foi lançada na Polônia em lançamentos de suprimentos do SOE, mas algumas das Stens polonesas foram produzidas no país ocupado.[48] Engenheiros poloneses também projetaram sua própria versão da Sten, a submetralhadora Błyskawica. Depois da guerra, ela foi usada por muitos grupos partidários anticomunistas (soldados amaldiçoados).
- Portugal: Conhecida como m/43.[49]
- Rodésia[50]
- Serra Leoa[51]
- África do Sul[52]
  -  Sudoeste Africano: Usada pela SWAPOL durante a guerra sul-africana na fronteira[53]
- Vietnã do Sul[31]
- Tailândia[54]
- Tibete: O Exército Tibetano comprou 168 armas em 1950.[55]
- Turquia[17]
- Reino Unido[56]
- Estados Unidos: Stens silenciadas usadas durante a Guerra do Vietnã pelas forças especiais americanas.[57]
- Vietnã do Norte: Việt Minh e Viet Cong[58][59]
- Iugoslávia: Usada pelos Partisans e Chetniks iugoslavos.[60][61] Também usada depois da guerra.[62]

### Grupos não estatais
- FNLA[63]
- IRA Provisório e IRA Oficial[64]
- Força de Voluntários do Ulster e Associação de Defesa do Ulster[64]
- Gangue da Rua Balcombe[64]
- A Brigada Furiosa[64][65][66]
- Algumas foram fornecidas ao Partido Comunista Búlgaro durante a Segunda Guerra Mundial[67]